# Cazenave-Serres-et-Allens
Pour les articles homonymes, voir Cazenave et Allens.
Cazenave-Serres-et-Allens est une commune française, située dans l'est du département de l'Ariège en région Occitanie, accessible par la « Route des Corniches ». Sur le plan historique et culturel, la commune fait partie du pays du Sabarthès, structuré par la haute vallée de l'Ariège en amont du pays de Foix avec Tarascon-sur-Ariège comme ville principale.
Exposée à un climat de montagne, elle est drainée par l'Arnave et par divers autres petits cours d'eau. La commune possède un patrimoine naturel remarquable composé de quatre zones naturelles d'intérêt écologique, faunistique et floristique.
Cazenave-Serres-et-Allens est une commune rurale qui compte 61 habitants en 2022, après avoir connu un pic de population de 464 habitants en 1851. Ses habitants sont appelés les Caresenois et ses habitantes les Caresenoises.

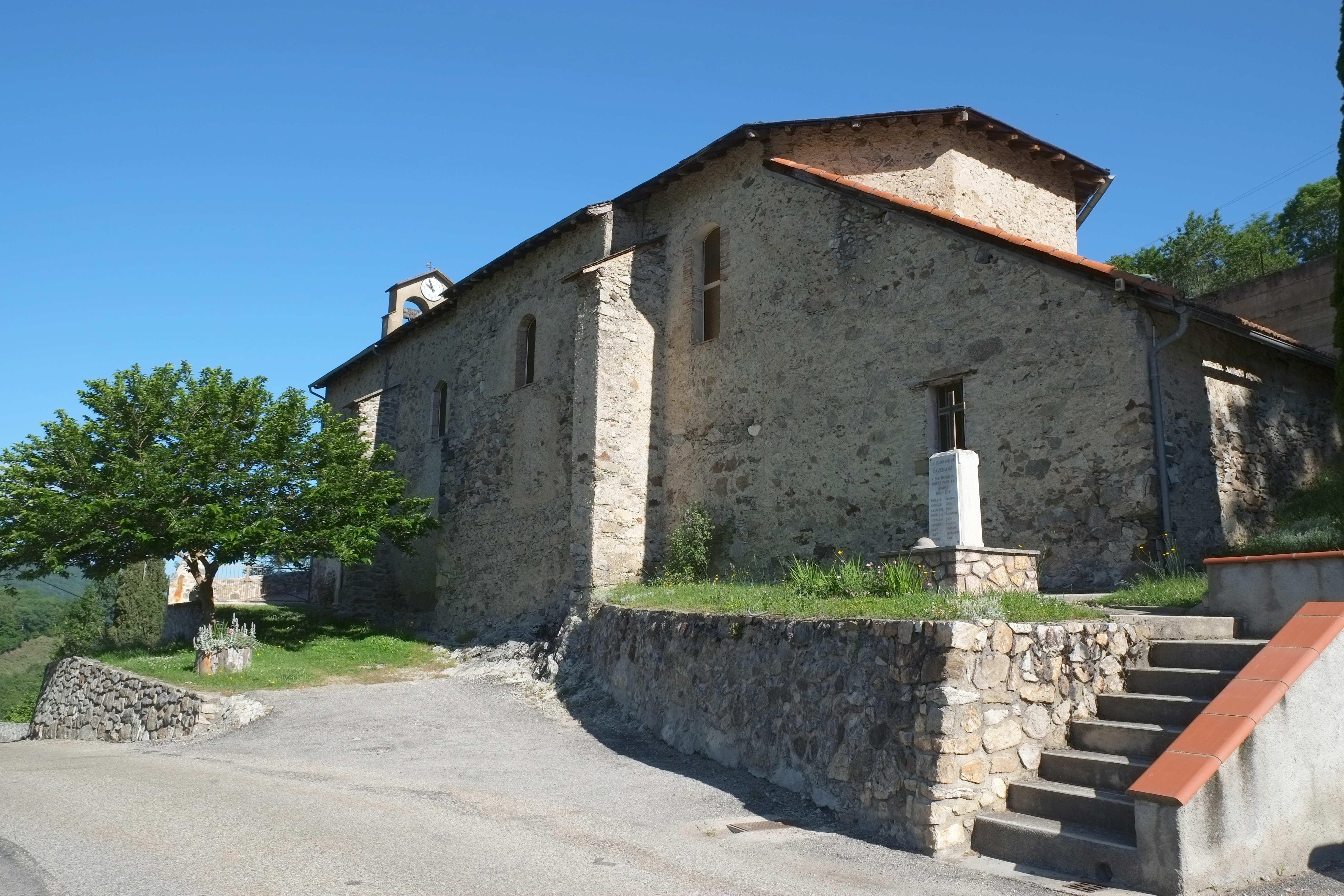
L'église.

## Géographie

### Localisation
1. Carte dynamique
2. Carte Openstreetmap
3. Carte topographique
4. Carte avec les communes environnantes

La commune de Cazenave-Serres-et-Allens se trouve dans le département de l'Ariège, en région Occitanie.
Elle se situe à 15 km à vol d'oiseau de Foix, préfecture du département, et à 5 km de Tarascon-sur-Ariège, bureau centralisateur du canton du Sabarthès dont dépend la commune depuis 2015 pour les élections départementales.
La commune fait en outre partie du bassin de vie de Tarascon-sur-Ariège.
Les communes les plus proches sont : 
Arnave (2,5 km), Ornolac-Ussat-les-Bains (4,1 km), Ussat (4,4 km), Sinsat (4,7 km), Bouan (4,9 km), Verdun (5,3 km), Bompas (5,3 km), Aulos (5,3 km).
Sur le plan historique et culturel, Cazenave-Serres-et-Allens fait partie du pays du Sabarthès, structuré par la haute vallée de l'Ariège en amont du pays de Foix avec Tarascon-sur-Ariège comme ville principale.
Les communes limitrophes sont Arnave, Freychenet, Mercus-Garrabet, Montferrier, Ornolac-Ussat-les-Bains, Saint-Paul-de-Jarrat, Verdun et Caychax-et-Senconac.
| Mercus-Garrabet         | Saint-Paul-de-Jarrat      | Freychenet  |
| Arnave                  | Cazenave-Serres-et-Allens | Montferrier |
| Ornolac-Ussat-les-Bains | Verdun                    | Senconac    |

La commune est dominée à l'est par le mont Fourcat (2 001 m), extrémité occidentale du massif de Tabe.

### Géologie et relief
La commune est située dans les Pyrénées, une chaîne montagneuse jeune, érigée durant l'ère tertiaire (il y a 40 millions d'années environ), en même temps que les Alpes. Les terrains affleurants sur le territoire communal sont constitués de roches métamorphiques datant pour certaines du Paléozoïque, une ère géologique qui s'étend de −541 à −252,2 Ma (millions d'années), et pour d'autres du Protérozoïque, le dernier éon du Précambrien sur l’échelle des temps géologiques. La structure détaillée des couches affleurantes est décrite dans les feuilles « n°1075 - Foix » et « n°1087 - Vicdessos » de la carte géologique harmonisée au 1/50 000ème du département de l'Ariège, et leurs notices associées,.
La superficie cadastrale de la commune publiée par l’Insee, qui sert de références dans toutes les statistiques, est de 16,15 km2,. La superficie géographique, issue de la BD Topo, composante du Référentiel à grande échelle produit par l'IGN, est quant à elle de 16,37 km2. Son relief est particulièrement découpé puisque la dénivelée maximale atteint 1 287 mètres. L'altitude du territoire varie entre 714 m et 2 001 m.

### Hydrographie

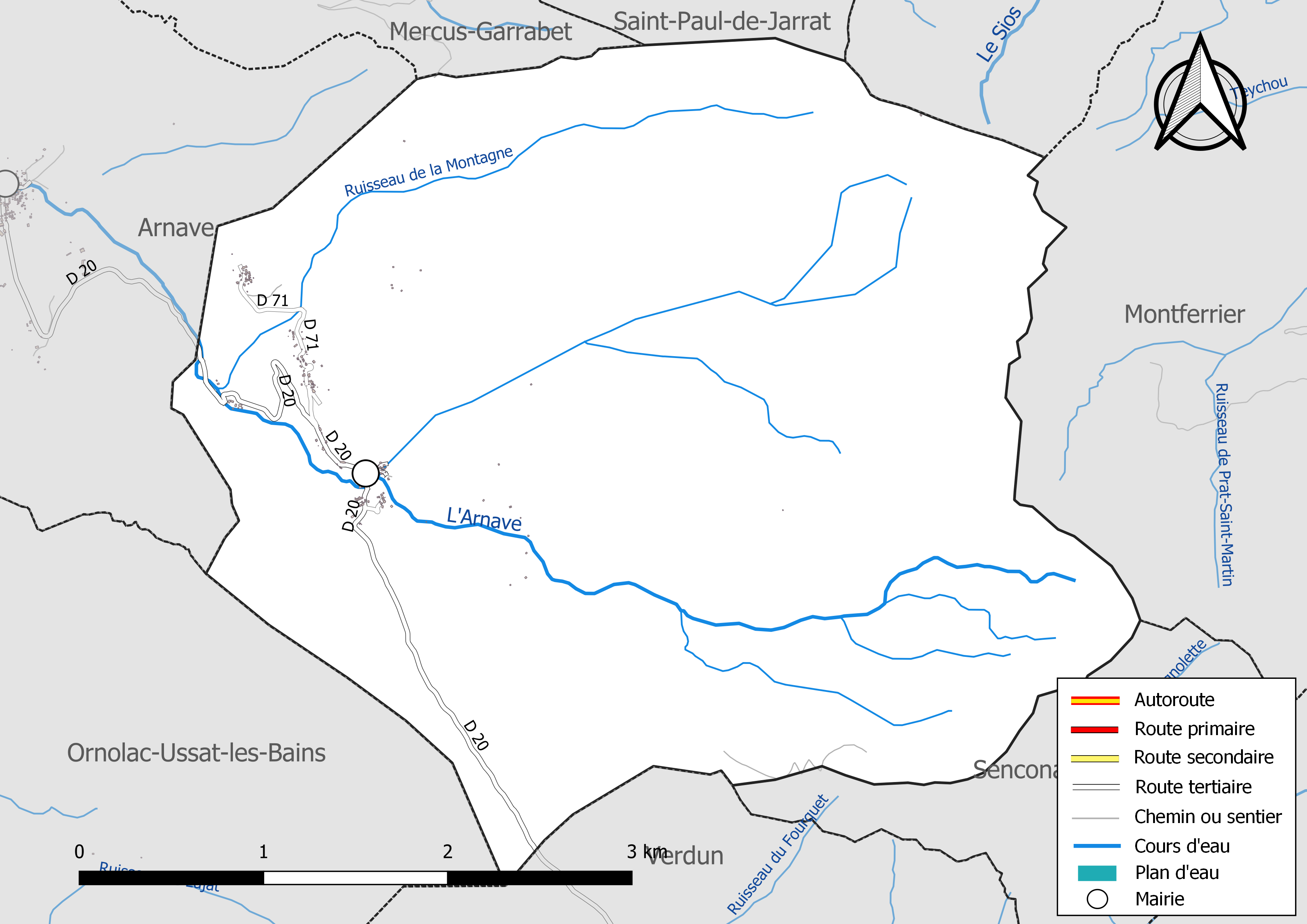
Réseaux hydrographique et routier de Cazenave-Serres-et-Allens.

La commune est dans le bassin versant de la Garonne, au sein du bassin hydrographique Adour-Garonne. Elle est drainée par l'Arnave, le ruisseau de la Montagne et par divers petits cours d'eau, constituant un réseau hydrographique de 20 km de longueur totale,.
L'Arnave, d'une longueur totale de 10,93 km, prend sa source dans la commune de Cazenave-Serres-et-Allens et s'écoule d'est en ouest. Il traverse la commune et se jette dans l'Ariège à Arignac, après avoir traversé 4 communes.

### Climat
Pour des articles plus généraux, voir Climat de l'Occitanie et Climat de l'Ariège.
En 2010, le climat de la commune est de type climat des marges montargnardes, selon une étude s'appuyant sur une série de données couvrant la période 1971-2000. En 2020, Météo-France publie une typologie des climats de la France métropolitaine dans laquelle la commune est exposée à un climat de montagne et est dans la région climatique Pyrénées centrales, caractérisée par une pluviométrie annuelle de 1 000 à 1 200 mm.
Pour la période 1971-2000, la température annuelle moyenne est de 9,6 °C, avec une amplitude thermique annuelle de 15,1 °C. Le cumul annuel moyen de précipitations est de 1 061 mm, avec 9,2 jours de précipitations en janvier et 7,6 jours en juillet. Pour la période 1991-2020, la température moyenne annuelle observée sur la station météorologique la plus proche, située sur la commune d'Aston à 7 km à vol d'oiseau, est de 5,9 °C et le cumul annuel moyen de précipitations est de 1 103,9 mm,. Pour l'avenir, les paramètres climatiques de la commune estimés pour 2050 selon différents scénarios d'émission de gaz à effet de serre sont consultables sur un site dédié publié par Météo-France en novembre 2022.

### Milieux naturels et biodiversité
L’inventaire des zones naturelles d'intérêt écologique, faunistique et floristique (ZNIEFF) a pour objectif de réaliser une couverture des zones les plus intéressantes sur le plan écologique, essentiellement dans la perspective d’améliorer la connaissance du patrimoine naturel national et de fournir aux différents décideurs un outil d’aide à la prise en compte de l’environnement dans l’aménagement du territoire.
Deux ZNIEFF de type 1 sont recensées sur la commune :
le « massif de Tabe - Saint-Barthélemy » (15 185 ha), couvrant 20 communes du département, et 
les « parois calcaires et quiès du bassin de Tarascon » (8 161 ha), couvrant 58 communes du département
et deux ZNIEFF de type 2, : 
- les « montagnes d'Olmes » (31 924 ha), couvrant 33 communes dont 31 dans l'Ariège et 2 dans l'Aude[27] ;
- les « parois calcaires et quiès de la haute vallée de l'Ariège » (9 891 ha), couvrant 40 communes du département[28].

Carte des ZNIEFF de type 1 et 2 à Cazenave-Serres-et-Allens.
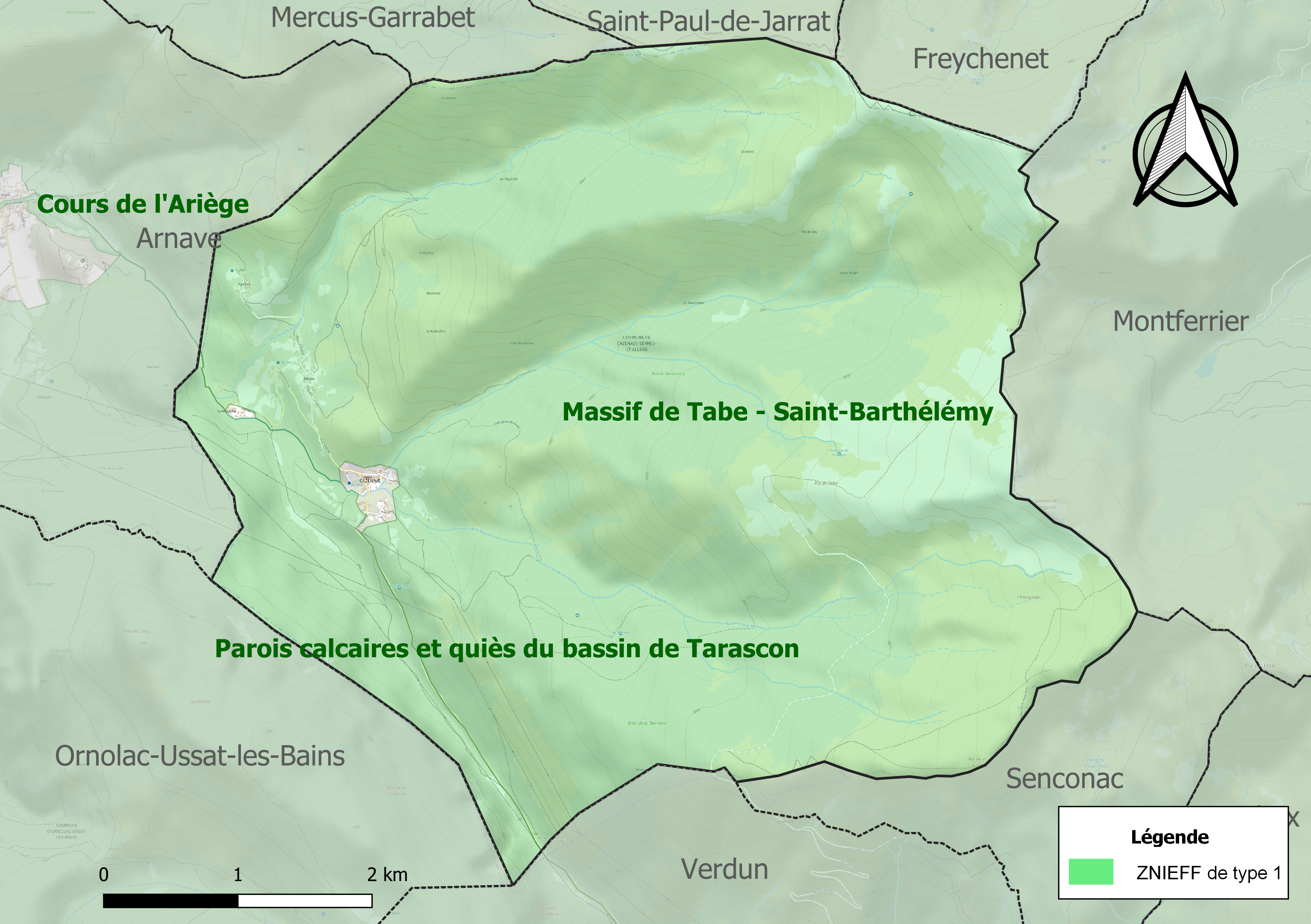
Carte des ZNIEFF de type 1 sur la commune.
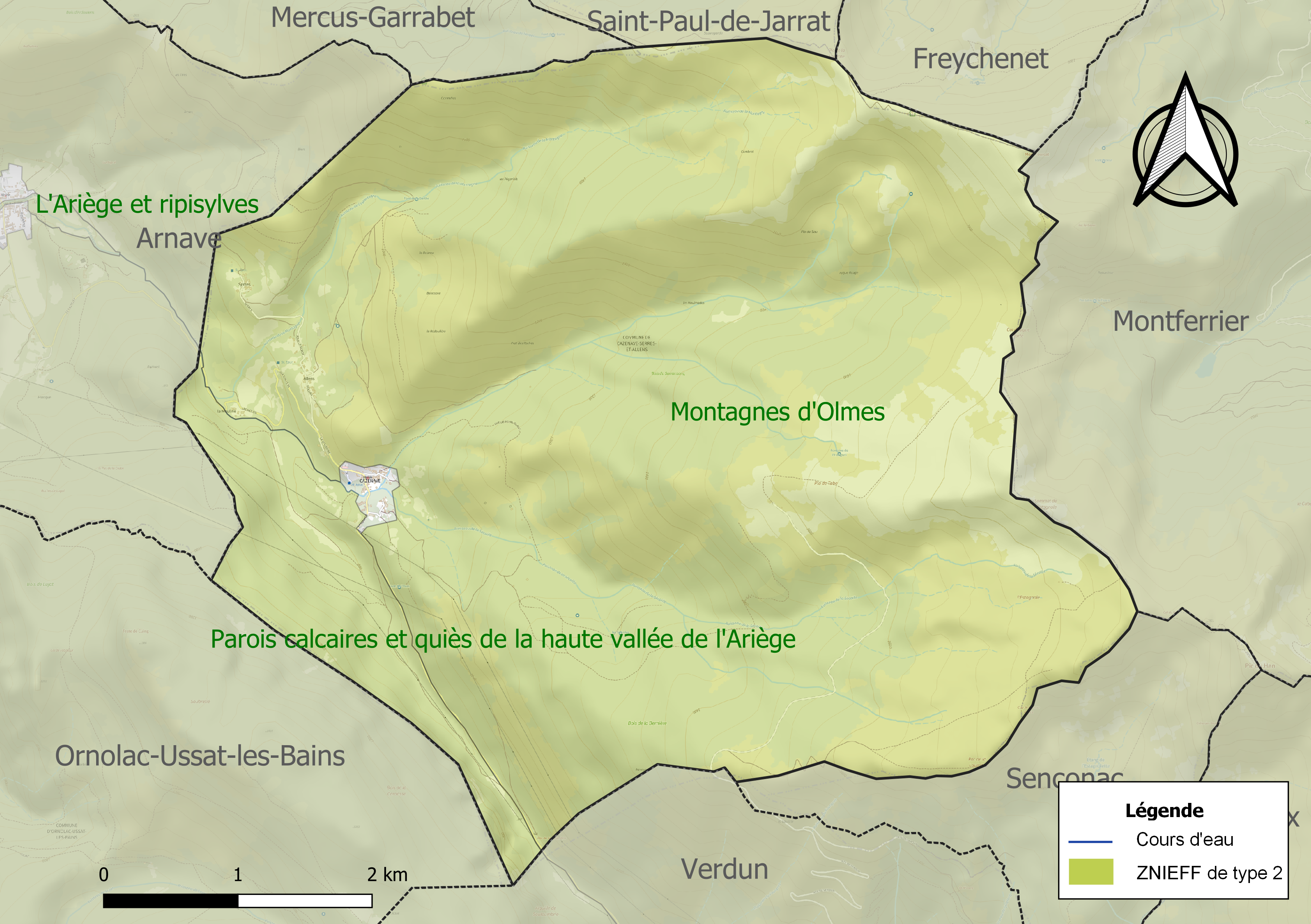
Carte des ZNIEFF de type 2 sur la commune.

## Urbanisme

### Typologie
Au 1er janvier 2024, Cazenave-Serres-et-Allens est catégorisée commune rurale à habitat dispersé, selon la nouvelle grille communale de densité à 7 niveaux définie par l'Insee en 2022.
Elle est située hors unité urbaine et hors attraction des villes,.

### Occupation des sols
L'occupation des sols de la commune, telle qu'elle ressort de la base de données européenne d’occupation biophysique des sols Corine Land Cover (CLC), est marquée par l'importance des forêts et milieux semi-naturels (98 % en 2018), une proportion identique à celle de 1990 (98 %). La répartition détaillée en 2018 est la suivante : 
milieux à végétation arbustive et/ou herbacée (56,1 %), forêts (41,3 %), prairies (2 %), espaces ouverts, sans ou avec peu de végétation (0,6 %). L'évolution de l’occupation des sols de la commune et de ses infrastructures peut être observée sur les différentes représentations cartographiques du territoire : la carte de Cassini (XVIIIe siècle), la carte d'état-major (1820-1866) et les cartes ou photos aériennes de l'IGN pour la période actuelle (1950 à aujourd'hui).

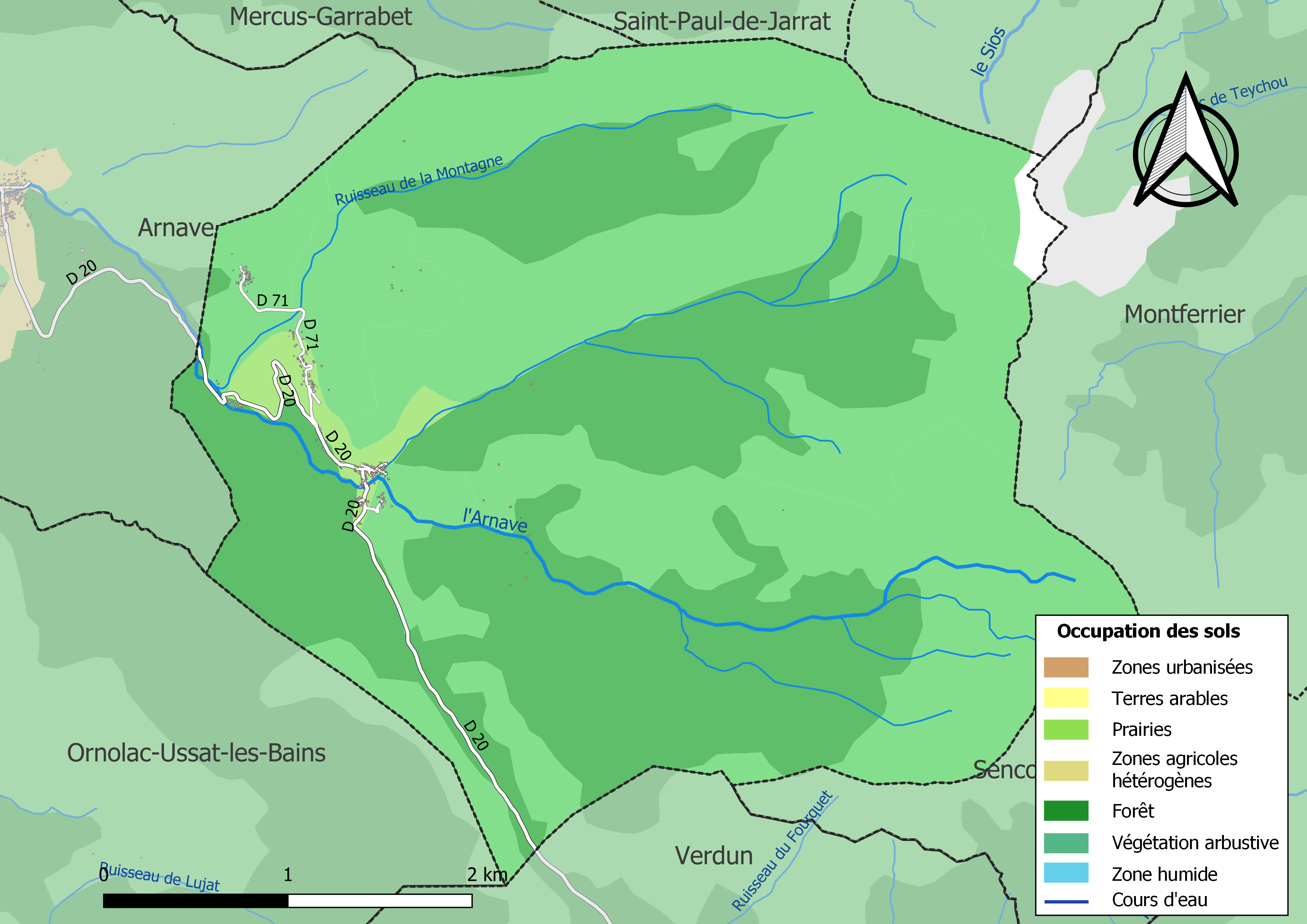
Carte des infrastructures et de l'occupation des sols de la commune en 2018 (CLC).

### Habitat et logement
En 2018, le nombre total de logements dans la commune était de 104, alors qu'il était de 104 en 2013 et de 102 en 2008.
Parmi ces logements, 28,6 % étaient des résidences principales, 70,4 % des résidences secondaires et 1 % des logements vacants. Ces logements étaient pour 98,2 % d'entre eux des maisons individuelles et pour 1,8 % des appartements.
Le tableau ci-dessous présente la typologie des logements à Cazenave-Serres-et-Allens en 2018 en comparaison avec celle de l'Ariège et de la France entière. Une caractéristique marquante du parc de logements est ainsi une proportion de résidences secondaires et logements occasionnels (70,4 %) supérieure à celle du département (24,6 %) et à celle de la France entière (9,7 %). Concernant le statut d'occupation de ces logements, 81,3 % des habitants de la commune sont propriétaires de leur logement (83,3 % en 2013), contre 66,3 % pour l'Ariège et 57,5 % pour la France entière.
| Typologie                                               | Cazenave-Serres-et-Allens | Ariège | France entière |
| ------------------------------------------------------- | ------------------------- | ------ | -------------- |
| Résidences principales (en %)                           | 28,6                      | 65,7   | 82,1           |
| Résidences secondaires et logements occasionnels (en %) | 70,4                      | 24,6   | 9,7            |
| Logements vacants (en %)                                | 1                         | 9,7    | 8,2            |

### Voies de communication et transports
La commune se situe sur la route départementale 20, petite route de cimes dite « Route des corniches », au-dessus et relativement parallèle à la vallée de l'Ariège, dans le terroir historique du Sabarthès. On y accède depuis Tarascon-sur-Ariège en allant au nord en direction de Bompas par l'avenue Victor Pilhes ou encore depuis Mercus-Garrabet en longeant l'Ariège vers le sud et Bompas par l'avenue Joliot-Curie.

### Risques majeurs

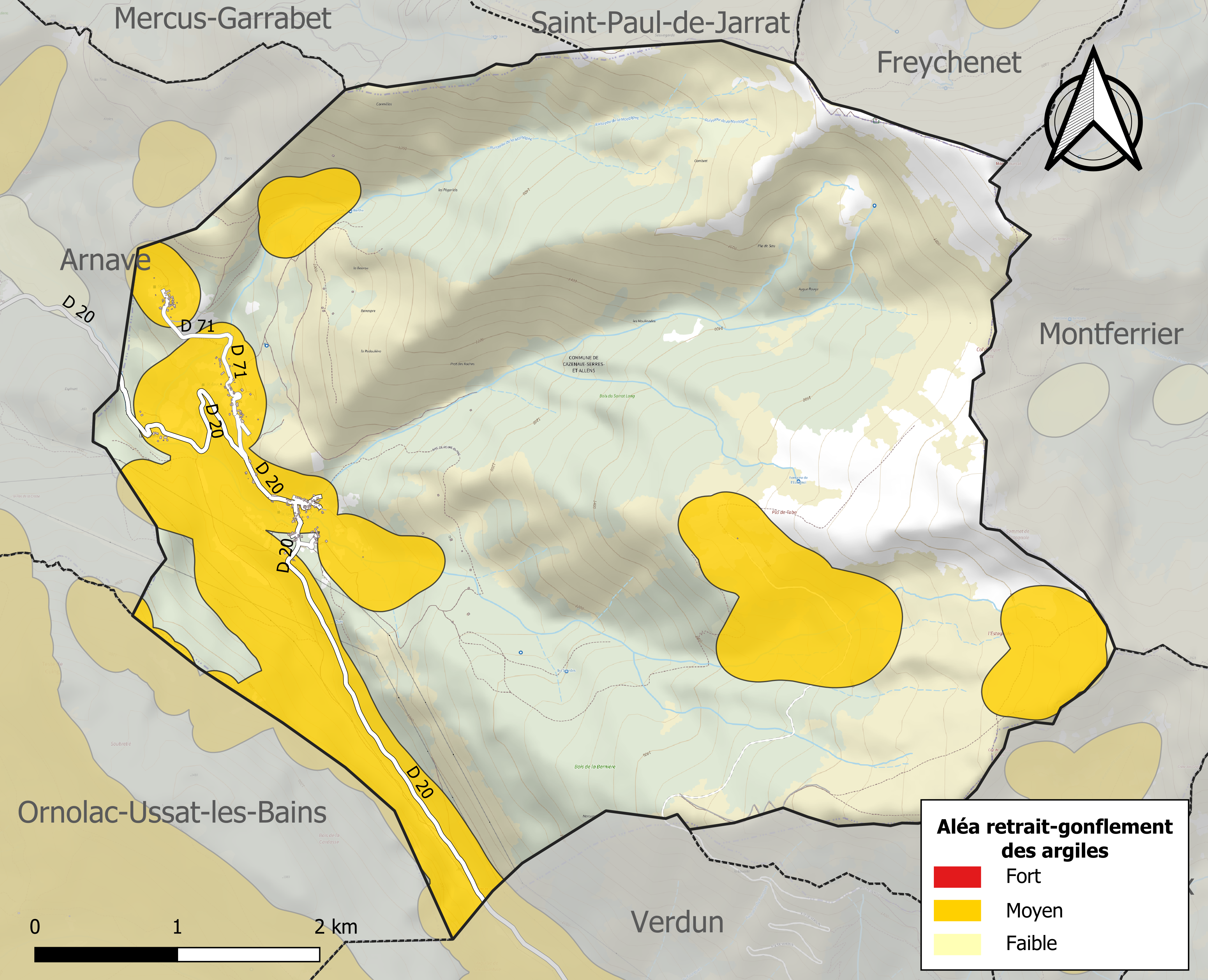
Zonage de l'aléa retrait-gonflement des argiles sur la commune de Cazenave-Serres-et-Allens.

Le territoire de la commune de Cazenave-Serres-et-Allens est vulnérable à différents aléas naturels : inondations, climatiques (grand froid ou canicule), feux de forêts, mouvements de terrains, avalanche  et séisme (sismicité modérée),.
Certaines parties du territoire communal sont susceptibles d’être affectées par le risque d’inondation par crue torrentielle d'un cours d'eau, ou ruissellement d'un versant.
Les mouvements de terrains susceptibles de se produire sur la commune sont soit des chutes de blocs, soit des glissements de terrains, soit des mouvements liés au retrait-gonflement des argiles. Près de 50 % de la superficie du département est concernée par l'aléa retrait-gonflement des argiles, dont la commune de Cazenave-Serres-et-Allens. L'inventaire national des cavités souterraines permet par ailleurs de localiser celles situées sur la commune.

## Histoire
Mentionnée dès 1213, la « Cauna de Solabria » (spoulga de Soloumbriè) était une fortification du comté de Foix.
La commune de Serres-et-Allens et celle de Cazenave sont réunies le 28 juillet 1849 et deviennent Cazenave-Serres-et-Allens. Bien plus tard, la commune est unie à Tarascon-sur-Ariège par arrêté préfectoral du 30 mars 1973 puis à nouveau érigée en commune distincte par arrêté préfectoral du 26 novembre 1980.

## Politique et administration

### Découpage territorial
La commune de Cazenave-Serres-et-Allens est membre de la communauté de communes du Pays de Tarascon, un établissement public de coopération intercommunale (EPCI) à fiscalité propre créé le 21 juillet 1994 dont le siège est à Tarascon-sur-Ariège. Ce dernier est par ailleurs membre d'autres groupements intercommunaux.
Sur le plan administratif, elle est rattachée à l'arrondissement de Foix, au département de l'Ariège, en tant que circonscription administrative de l'État, et à la région Occitanie.
Sur le plan électoral, elle dépend du canton du Sabarthès pour l'élection des conseillers départementaux, depuis le redécoupage cantonal de 2014 entré en vigueur en 2015, et de la première circonscription de l'Ariège  pour les élections législatives, depuis le redécoupage électoral de 1986.

### Liste des maires
| Période                                  | Période  | Identité           | Étiquette | Qualité  |
| ---------------------------------------- | -------- | ------------------ | --------- | -------- |
| mars                                     |          | Jean Esquirol      |           |          |
| mars                                     |          | Auguste Chrestia   |           |          |
| mars                                     |          | François Rodriguez |           |          |
| mars 1995                                | 2005     | Adrien Maurell     |           |          |
| juillet 2005                             | 2008     | Nathalie Demay     |           |          |
| mars 2008                                | 2014     | Jean-Claude Cougul |           |          |
| mars 2014                                | En cours | François Vermont   | SE        | Retraité |
| Les données manquantes sont à compléter. |          |                    |           |          |

## Démographie
L'évolution du nombre d'habitants est connue à travers les recensements de la population effectués dans la commune depuis 1793. Pour les communes de moins de 10 000 habitants, une enquête de recensement portant sur toute la population est réalisée tous les cinq ans, les populations de référence des années intermédiaires étant quant à elles estimées par interpolation ou extrapolation. Pour la commune, le premier recensement exhaustif entrant dans le cadre du nouveau dispositif a été réalisé en 2004.

En 2022, la commune comptait 61 habitants, en évolution de +29,79 % par rapport à 2016 (Ariège : +1,48 %, France hors Mayotte : +2,11 %).
| 1793 | 1800 | 1806 | 1821 | 1831 | 1836 | 1841 | 1846 | 1851 |
| ---- | ---- | ---- | ---- | ---- | ---- | ---- | ---- | ---- |
| 271  | 274  | 311  | 282  | 277  | 315  | 283  | 433  | 464  |

| 1856 | 1861 | 1866 | 1872 | 1876 | 1881 | 1886 | 1891 | 1896 |
| ---- | ---- | ---- | ---- | ---- | ---- | ---- | ---- | ---- |
| 417  | 414  | 401  | 385  | 370  | 344  | 306  | 297  | 287  |

| 1901 | 1906 | 1911 | 1921 | 1926 | 1931 | 1936 | 1946 | 1954 |
| ---- | ---- | ---- | ---- | ---- | ---- | ---- | ---- | ---- |
| 263  | 270  | 273  | 240  | 209  | 175  | 142  | 101  | 65   |

| 1962 | 1968 | 1975 | 1982 | 1990 | 1999 | 2004 | 2006 | 2009 |
| ---- | ---- | ---- | ---- | ---- | ---- | ---- | ---- | ---- |
| 49   | 38   | 25   | 28   | 30   | 49   | 53   | 55   | 45   |

| 2014 | 2019 | 2022 | - | - | - | - | - | - |
| ---- | ---- | ---- | - | - | - | - | - | - |
| 46   | 60   | 61   | - | - | - | - | - | - |

## Économie

### Emploi
| Division       | 2008   | 2013   | 2018   |
| -------------- | ------ | ------ | ------ |
| Commune        | 15,2 % | 11,1 % | 11,1 % |
| Département    | 8,9 %  | 11,1 % | 11,2 % |
| France entière | 8,3 %  | 10 %   | 10 %   |

En 2018, la population âgée de 15 à 64 ans s'élève à 25 personnes, parmi lesquelles on compte 88,9 % d'actifs (77,8 % ayant un emploi et 11,1 % de chômeurs) et 11,1 % d'inactifs,. En  2018, le taux de chômage communal (au sens du recensement) des 15-64 ans est inférieur à celui du département, mais supérieur à celui de la France, alors qu'en 2008 il était supérieur à celui du département.
La commune est hors attraction des villes,. Elle compte 6 emplois en 2018, contre 3 en 2013 et 3 en 2008. Le nombre d'actifs ayant un emploi résidant dans la commune est de 21, soit un indicateur de concentration d'emploi de 28,2 % et un taux d'activité parmi les 15 ans ou plus de 51 %.
Sur ces 21 actifs de 15 ans ou plus ayant un emploi, 4 travaillent dans la commune, soit 18 % des habitants. Pour se rendre au travail, 95,5 % des habitants utilisent un véhicule personnel ou de fonction à quatre roues et 4,5 % n'ont pas besoin de transport (travail au domicile).

### Activités hors agriculture
4 établissements sont implantés  à Cazenave-Serres-et-Allens au 31 décembre 2019.
Le secteur de l'administration publique, l'enseignement, la santé humaine et l'action sociale est prépondérant sur la commune puisqu'il représente 50 % du nombre total d'établissements de la commune (2 sur les 4 entreprises implantées  à Cazenave-Serres-et-Allens), contre 14,4 % au niveau départemental.
Aucune exploitation agricole ayant son siège dans la commune n'est recensée lors du recensement agricole de 2010 (deux en 1988).

## Culture locale et patrimoine

### Lieux et monuments
- Église Saint-Jacques.
- Pas de Soulombrie (911 m), situé sur la Route des cols, se trouve sur la commune.
- Falaises équipées pour l'escalade de l'aiguille de Soulombrie et de Tilleul menthe[47].

### Personnalités liées à la commune
- Jean-Pierre Galy Montaglas, militaire né à Cazenave le 25 mai 1763, auteur de « Historique du 12e chasseurs à cheval, depuis le 29 avril 1792 jusqu'au traité de Lunéville ».
- Eugène Garcin, né sur la commune le 31 décembre 1831, mort à Antony en février 1909, occitaniste (article sur wiki catalan).

### Héraldique
| Blason de Cazenave-Serres-et-Allens | Blason  | Tiercé en fasce : au 1er d'azur à la chaîne de montagne d'argent mouvant des flancs, au 2e de sinople à la croix cléchée vidée et pommetée de douze pièces d'argent, adextrée d'une tour donjonnée du même, ouverte, ajourée et maçonnée de sable, senestrée d'un fer de moulin d'argent, au 3e d'or à trois pals de gueules. |
| Blason de Cazenave-Serres-et-Allens | Détails | Le statut officiel du blason reste à déterminer. |

## Pour approfondir